# Archidiecezja Paderborn

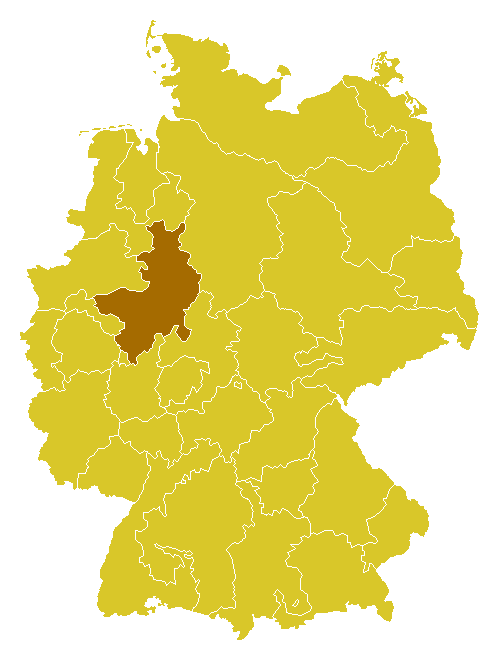
Mapa archidiecezji Paderborn

Archidiecezja Paderborn (niem. Erzbistum Paderborn, łac. Archidioecesis Paderbornensis) – archidiecezja metropolitalna Kościoła rzymskokatolickiego w zachodniej części Niemiec. Powstała w 799 jako diecezja Paderborn. 13 sierpnia 1930 uzyskała status archidiecezji, a także obecną nazwę. Jej granice zmieniały się kilkukrotnie, ostatnio w 2006.

## Biskupi
- biskup diecezjalny: Udo Bentz
- biskupi pomocniczy: 
  - Josef Holtkotte
  - Matthias König